# Dortmunder Gruppe 61
Dortmunder Gruppe 61 (Dortmundská skupina 61) byla západoněmecká literární skupina angažovaných literátů, kteří se prostřednictvím svých literárních děl snažili upozorňovat na sociální a společenské problémy moderního kapitalistického světa. Skupina v určitém smyslu navazovala na své předchůdce z Gruppe 47. Nejvýraznějším představitelem Dortmundské skupiny 61 byl spisovatel Max von der Grün.

## Historie
Skupina vznikla v tehdejším západoněmeckém Dortmundu roku 1961. Zakládajícími členy skupiny byli:
- Fritz Hüser ředitel místní knihovny,
- spisovatel Max von der Grün (v té době širší veřejnosti zatím neznámý),[2]
- redaktor Heinz Kosters,
- Walter Köpping (publicista a zároveň odborář).

V programu skupiny z roku 1964 se mluví mimo jiné o „literárně uměleckém vyrovnání s průmyslovým světem práce v současné době a jeho sociálními problémy“, jakož i vůbec o „duchovním vyrovnání se světem techniky“. Členům skupiny šlo o to upozorňovat širší veřejnost prostřednictvím literatury na problémy společnosti, jejíž hodnoty jsou založeny výhradně na konzumu a ekonomickém růstu.
Na rozdíl od poválečné Gruppe 47 těmto literátům už nešlo o mravní povznesení německé společnosti, procitající z diktatury nacismu a válečné prohry. Členové Dortmunder Gruppe 61 se snažili západoněmeckou veřejnost upozornit na nezbytnost regulace kapitalistického růstu, který na jednu stranu zajistil tzv. Německý hospodářský zázrak, na druhou stranu v mnoha konkrétních případech ignoroval některé sociální i obecné morální principy běžných lidí.
Během šedesátých let se Gruppe 61 postupně rozrůstala. S vývojem situace v šedesátých letech se také formovaly postoje jednotlivých členů. Část skupiny nadále trvala na investigativní kritice západoněmeckého kapitalismu a zároveň odmítala vyhraněná levicová stanoviska. K hlavním představitelům tohoto křídla patřil Max von der Grün, který svými romány dosáhl mezinárodního věhlasu. V západním Německu se navíc stal známým díky množství veřejných besed a diskuzních setkání. On a někteří další zůstali tradici sociálně kritické literatury věrní i v dalších letech.
Část Gruppe 61 se však s koncem šedesátých let radikalizovala. Tito jednotlivci tvrdili, že původní program Gruppe 61 je už nepostačující a nepřesný. Žádali celospolečenskou přeměnu německé společnosti, což rezonovalo s tehdejší revoltující atmosférou i v jiných zemích, bez ohledu na formy místních vlád (například ve Francii, v Česku nebo v USA).
Později tyto nálady ochladly, nicméně nejpozději od začátku sedmdesátých let už Dortmunder Gruppe 61 žádnou společnou konzistentní činnost nevyvíjela. Jednotliví literáti zůstávali však nadále aktivní individuálně, každý samozřejmě v různé míře. Ve svých básních, povídkách a reportážích poukazovali na problémy, k nimž v západoněmecké společnosti v souvislosti s nedostatečnou regulací volného trhu a rostoucí mocí finanční oligarchie.